# Pcháč různolistý

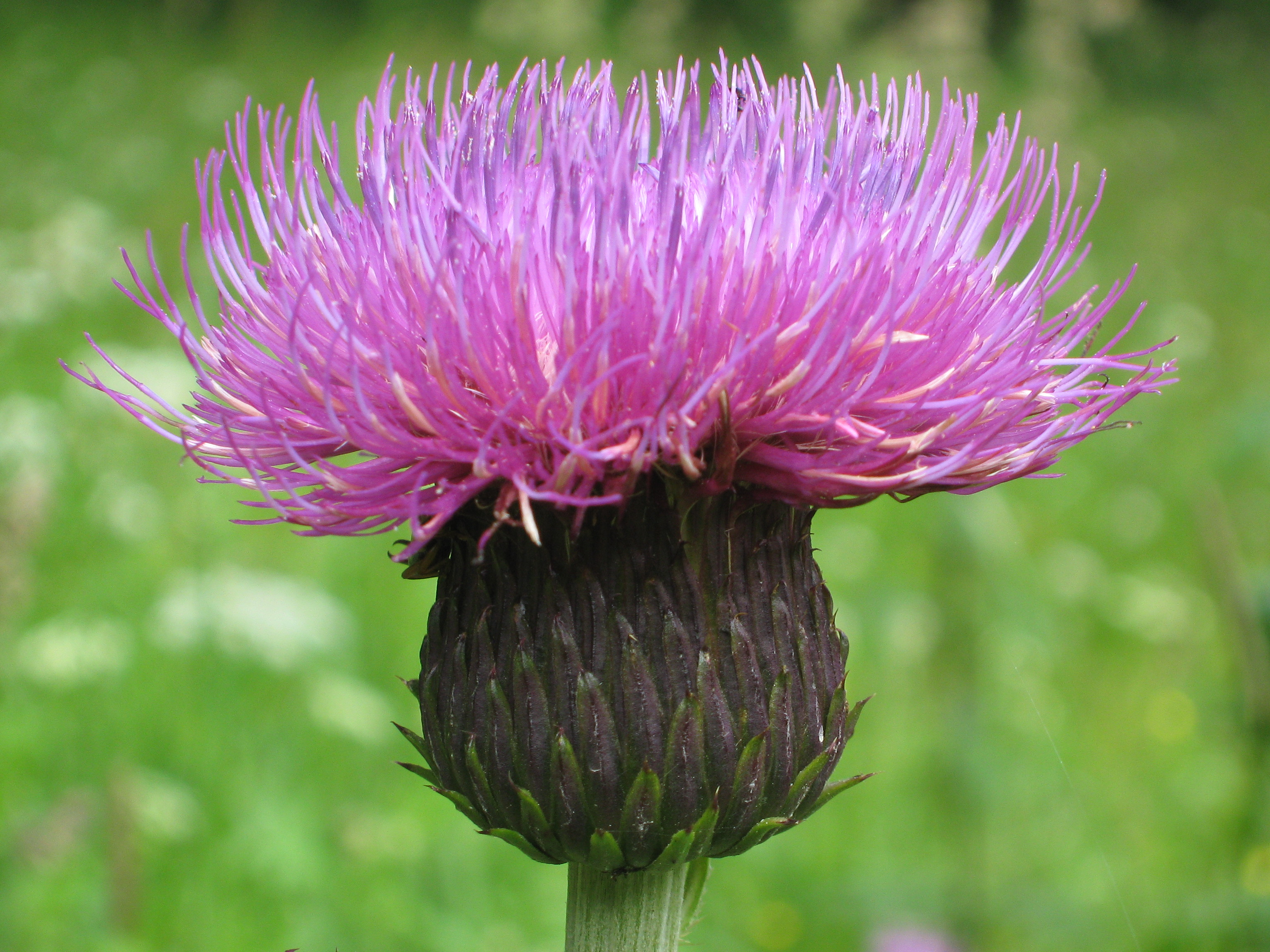
Úbor s oboupohlavnými květy, má do široka rozevřený "bochníkovitý" tvar

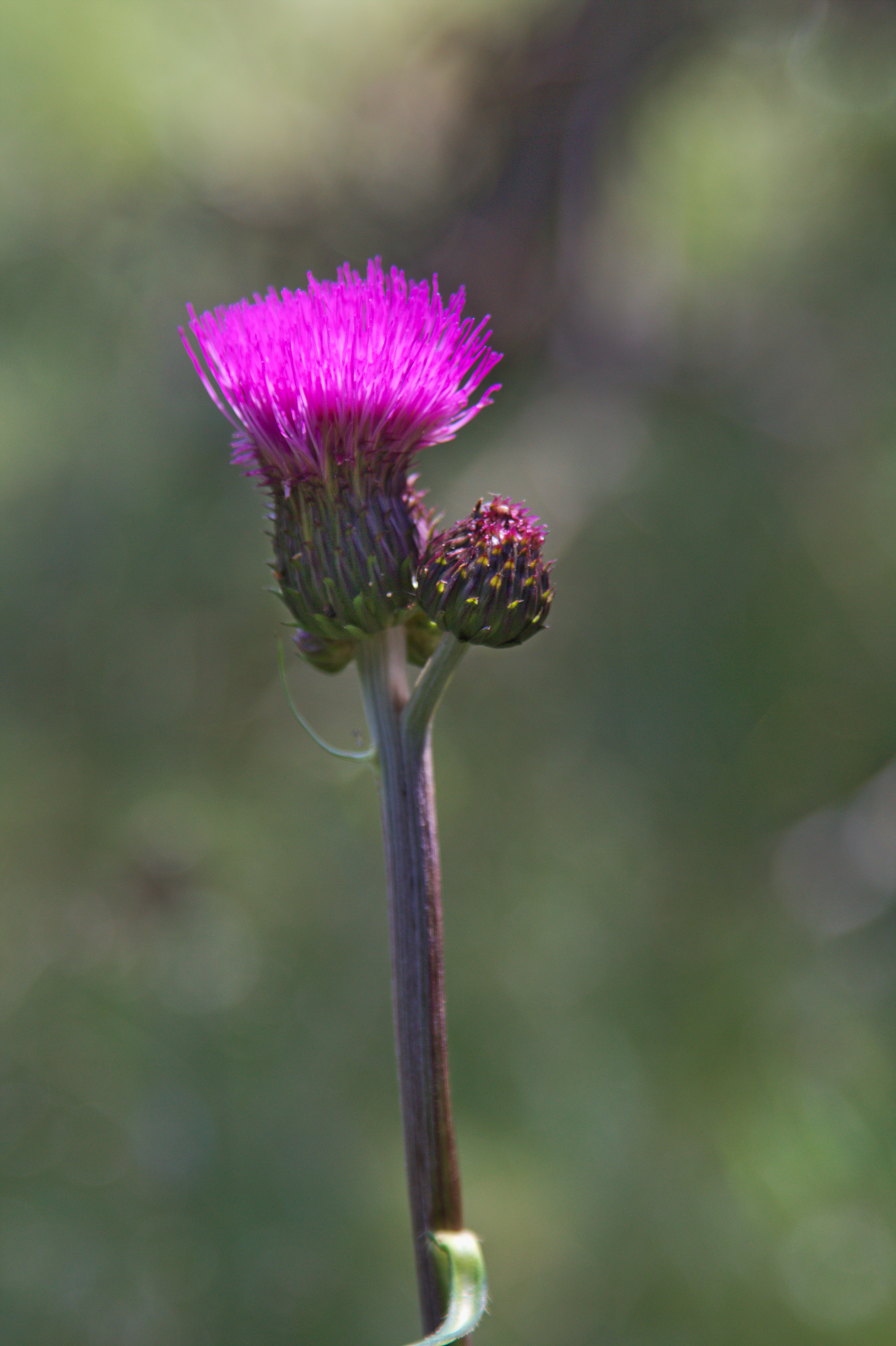
Úbor se samičími květy, má úzce stažený "štětcovitý" tvar

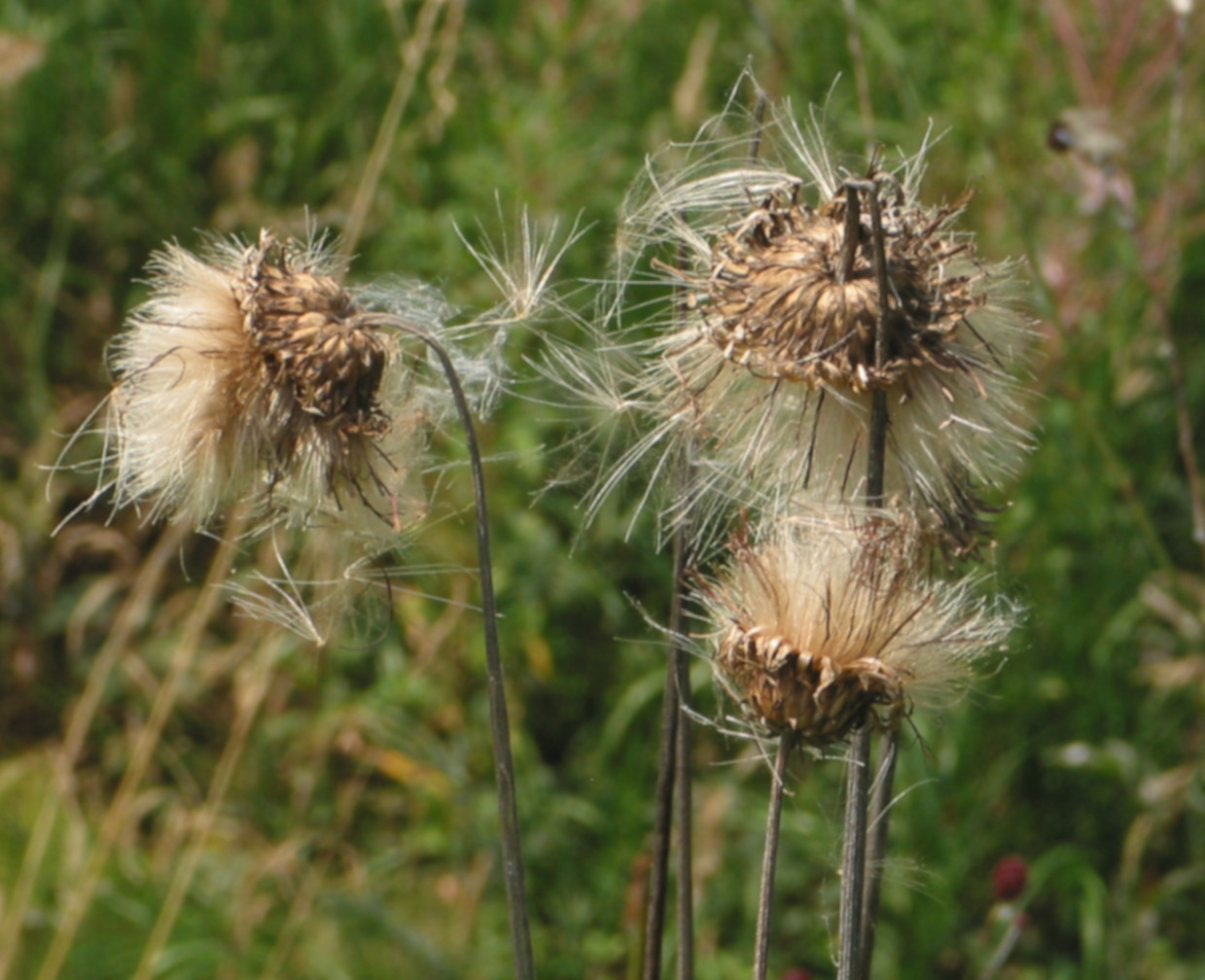
Úbory s nažkami s chmýrem

Pcháč různolistý (Cirsium heterophyllum) je vytrvalá, půl až jeden metr vysoká rostlina, bodlákovitého vzhledu, z čeledi hvězdnicovitých rostoucí v české přírodě. Jeho konkurenční schopnost je vysoká a úporně setrvává na obsazeném stanovišti, kde tvoří tzv. hnízda.

## Rozšíření
Tato bylina je považována za euroasijský druh, jehož areál sahá ze zemí severní Evropy až do Asie po západní Sibiř, severní Mongolsko a do podhůří Altaje a severního Kavkazu. Dále se vyskytuje v podhorských a horských polohách západní, střední a jižní Evropy, hlavně v západních Pyrenejích, Alpách, Sudetech, Karpatech i na Šumavě. Vyrůstá také v Severní Americe v jižní Grónsku, kde byl zavlečen.
V České republice roste jen roztroušeně, hojněji se vyskytuje zejména v horských a podhorských oblastech, v nižších polohách je vzácnější. Těžiště výskytu v Česku je v oreofytiku a pouze okrajově v mezofytiku. V posledních letech četnost jeho výskytu postupně stoupá, především v horských oblastech. Šíření podporuje špatná péče o louky a pastviny, což umožňuje mnoha bylinám vykvést a zralá semena rozptýlit na pozemky a půdu dosud nezaplevelenou.

## Ekologie
Vyskytuje se na půdách nacházejících se vlhkých stanovištích, jako jsou například zamokřené horské a podhorské louky, vlhké příkopy, horské potoční nivy, řídké křoviny a v nižších výškách i ve světlé olšiny. Nejčastěji je nacházen na opuštěných loukách a pastvinách či rašeliništích, kde rostliny navzájem propojené kořeny nerušeně vytvářejí velké klonální kolonie.
Tento hemikryptofyt se řadí mezi světlomilné rostliny, ve stínu obvykle nekvete a často bývá i zakrslého vzrůstu. Roste na čerstvě vlhkých až mokrých půdách s průsakovou vodou. Upřednostňuje půdy s dostatkem živin, které jsou slabě kyselé až mírně zásadité. Rozmnožuje se jak pohlavně semeny, tak i vegetativně rozrůstáním podzemních oddenků. V případě narušení jeho kořenů, např. orbou, je schopen vytvořit nové rostliny z jednotlivých oddělků. V klimatických podmínkách střední Evropy kvete od června do srpna. Ploidie druhu je 2n = 34.

## Popis
Vytrvalá bylina s přímou lodyhou 0,5 až 1,2 m vysokou, ve spodní části hnědofialovou a výše zelenou, která vyrůstá z válcovitého, vodorovného či šikmého oddenku s tenkými kořínky a plazivými výběžky. Lodyha je přímá, mělce rýhovaná, pavučinatě chlupatá, v dolní části olistěná hustě a v horní jen spoře či je úplně bezlistá, pod vrcholem někdy bývá chabě větvená. Přízemní listy rostoucí v listové růžici mají křídlatý řapík, jsou v obrysu podlouhlé až obkopinaté, peřenodílně dělené nebo zubaté, bývají dlouhé až 30 cm a široké do 7 cm. Lodyžní listy vyrůstající střídavě jsou přisedlé, srdčitě objímavé, v obrysu podlouhle kopinaté a čepele mají celistvé nebo zubaté, vykrajované, peřenoklané či peřenolaločné a po obvodě nestejně ostnitě brvité. Všechny listy jsou měkké, bylinné, na líci tmavě lysé a zelené, na rubu bíle plstnaté. Pro výraznou rozdílnost listů dostal tento pcháč druhové jméno "různolistý".
Květní úbor, květenství na dlouhé plstnaté stopce, se tvoří na vrcholu lodyhy většinou jednotlivě, řidčeji ve shlucích po dvou a více. Úbor je vejčitý, velký 3,5 až 5 cm a má výrazně červenofialovou barvu, pouze ojediněle růžovou nebo bílou. Víceřadý zákrov má fialově zelené, střechovitě uspořádané listeny vejčitě kopinatého tvaru, vnější jsou špičaté s odstálou, postupně tvrdnoucí špičkou. Květy ve všech úborech mají trubkovitou korunu srostlou z pěti laloků, uvnitř je pět tyčinek s prašníkovitými trubičkami a čnělka nesoucí krátce dvouramennou bliznu, morfologicky jsou všechny květy oboupohlavné. Existuje však o něco málo více než polovina úborů s květy funkčně pouze samičími, které neprodukují pyl. U oboupohlavných květů vyčnívají fialové trubičky prašníků nad zářezy korunních cípů a blizna je přímá; po vyprázdnění pylu jsou jejích trubičky bílé. U samičích květů horní konec prašníkových trubiček bělavé barvy vyčnívá jen částečně z korunní trubky a blizna těchto květů je zvlněná. Kalich květů je v době kvetení redukovaný, později se vyvine do chmýru. Oboupohlavné květy opyluje hmyz nalákaný na nektar nebo se opylí samosprašně, k opylení samičích je nutný hmyz.
Plodem jsou nažky asi 4 až 5 mm dlouhé s víceřadým, pérovitým, paprsčitým, na bázi srostlý chmýrem. Jsou roznášené větrem na poměrně velké vzdálenosti. Z důvodů vysoké nutriční hodnoty a dobré dostupnosti bývají tyto nažky, ještě na mateřské rostlině v době zrání, často parazitovány larvami nosatců a vrtulí. V praxi bývá okolo 90 % květenství pcháče různolistého napadeno predátory omezujícími plodnost semen.

## Význam
V posledních letech četnost výskytu pcháče různolistého postupně stoupá, především ve výše položených oblastech. Jeho šíření napomáhá i špatná péče o několik let nesečené louky a pastviny, která umožňuje mnoha rostlin dozrávání semen a následné jejich rozptýlení na pozemky a půdu dosud nezaplevelenou. V současnosti již není zařazován mezi plevele a je považován za přirozenou součást vlhkých luk. Znatelně škodí jen na malé výměře, kde v případě silného výskytu snižuje jakost píce a ztěžuje pastvu.
V Česku se poměrně často kříží, s pcháčem bahenním vzniká hybrid Cirsium ×wankelii, pcháčem zelinným hybrid Cirsium ×affine, pcháčem bezlodyžným hybrid Cirsium ×alpestre, pcháčem potočním hybrid Cirsium ×ambiguum, pcháčem obecným hybrid Cirsium ×celakovskyanum a s pcháčem bahenním hybrid Cirsium ×wankelii.